# José Clemente Pereira
José Clemente Pereira, conocido como José Pequeno (Ade, 17 de febrero de 1787 — Río de Janeiro, 10 de marzo de 1854), fue un magistrado y político luso-brasileño de gran relevancia para el Imperio Brasileño, además de haber sido un partícipe activo de la orden masónica.
En la época de las invasiones francesas en Portugal, José Clemente se alistó en el batallón académico que se organizó en el país y que fue comandado por José Bonifácio de Andrada e Silva. En el ejército, fue ascendido al puesto de capitán y comandante de una de las guerrillas que más daño causó a las fuerzas francesas. De Portugal, pasó a atacar a los franceses en España, formando parte del famoso ejército anglo-luso que tanto ayudó a la primera caída del Imperio, obligándolos a evacuar la península..
Permaneció en el ejército portugués por mucho tiempo desde donde fue testigo de la abdicación de Fontainebleau. La consecuente paz universal hizo inútil el uso de la fuerza. De esa manera, José Clemente deja Europa en 1815 y viaja a Brasil a iniciar una nueva carrera. Desconocido en ese país, se vio obligado a dedicarse a la abogacía hasta 1819.
Lideró las manifestaciones populares del Dia do Fico. Fue diputado general, Ministro de Asuntos Extranjeros, Ministro de Justicia, Ministro de Guerra, Consejero de Estado, Ministro de Hacienda y Senador del Imperio del Brasil entre 1842 y 1854. Fue proveedor de la Santa Casa de Misericórdia y su viuda fue agraciada con el título de condesa de la Piedad.